# Sebastian Vigg
Sebastian Vigg (né le 19 juillet 1965 en Autriche) est un réalisateur autrichien.

## Biographie
Vigg travaille comme réalisateur indépendant depuis 2003, avec un accent sur les productions télévisuelles. Il était auparavant assistant réalisateur dans les années 1990 et au début des années 2000.

## Filmographie
- 2002–2008 : Alerte Cobra (série télévisée, 22 épisodes)
- 2003 : Millennium Mann (série télévisée, 2 épisodes)
- 2003–2004 : Vice Squad (série télévisée, 5 épisodes)
- 2005 : Le Clown, le film
- 2005–2008 : SOKO Leipzig (série télévisée, 13 épisodes)
- 2006 : Des diamants pour un couvent (TV)
- 2008 : Brigade du crime (série télévisée, 3 épisodes)
- 2008 : JPX goes Movie (court métrage)
- 2008 : Menace sous la ville (TV)
- 2008 : Dekker : le transporteur (TV)
- 2008 : Aller-retour pour l'amour (TV)
- 2008 : Plötzlich Papa – Einspruch abgelehnt! (série télévisée, 3 épisodes)
- 2010 : Une mariée en cavale (TV)
- 2010 : Une ville dans le noir (TV)
- 2010–2012 : Mick Brisgau (série télévisée, 14 épisodes)
- 2011 : Coup de foudre à Mumbai (TV)
- 2013 : Mini Macho (TV)
- 2014 : Docteurs sans frontières (TV)
- 2016 : Une femme sur la route (TV)